# Waltheria maritima
Waltheria maritima är en malvaväxtart som beskrevs av A. St.-hil.. Waltheria maritima ingår i släktet Waltheria och familjen malvaväxter. Inga underarter finns listade i Catalogue of Life.